# 斯特凡诺·皮奥利
斯特凡诺·皮奥利（Stefano Pioli，1965年10月20日—），是一名已退役的意大利足球运动员和现任足球教练，曾執教意甲國際米蘭、費倫天拿、AC米蘭等球隊。

## 球员生涯
皮奥利在家乡球队帕尔玛开始足球生涯，1984年加盟尤文图斯，并上演意甲联赛首秀。1987年，他转会到維羅納，之后又先后效力于佛罗伦萨、帕多瓦、皮斯托亚人和菲奥伦佐拉。

## 教练生涯
退役后，皮奥利成为博洛尼亚青年队的教练，2002年又转投切沃青年队。2003年夏季皮奥利开始执教意大利足球乙级联赛球队沙勒尼塔納，2005年执教另一支乙级球队摩德纳。2006年，他成为帕尔玛主教练，首次执教意甲联赛球队。不过2007年2月12日他在帕尔玛0比3不敌罗马、积分跌至联赛倒数第二位后被解职。2007年9月11日，他成为乙级球队格羅瑟托的主教练。 他帮助已经联赛三连败的格羅瑟托在意乙的处子赛季排名中游。2008年，皮奥利转投皮亚琴察， 2009年7月，离开皮亚琴察加盟萨索罗。2010年6月10日，皮奥利再次得到执教意甲球队的机会，成为切沃的主教练。 2011年6月2日，他被指定为巴勒莫主教练，不过90天后即遭解职。
2011年10月4日，皮奥利回到博洛尼亚。 在他的执教下，虽然博洛尼亚在2011/12赛季和2012/13赛季都在降级区徘徊，但最终都成功保级。不过在2014年1月8日，他还是因成绩不佳而被解雇。2014年6月12日，皮奥利成为拉齐奥的新任主教练。2016年4月，拉素在主場以1:4敗於羅馬後，派奧利被拉素解僱。2016年11月8日，派奧利擔任國際米蘭領隊。